# Emmy (norvég énekesnő)
Emmy Kristine Guttulsrud Kristiansen, művésznevén Emmy (Holmestrand, 2000. szeptember 13. – ) norvég énekesnő. Ő képviselte Írországot a 2025-ös Eurovíziós Dalfesztiválon Bázelben, a Laika Party című dallal.

## Pályafutása
2021-ben Kristiansen részt vett a norvég Melodi Grand Prix-n, amely Norvégia nemzeti válogatója volt a 2021-es Eurovíziós Dalfesztiválra. Ott a harmadik elődöntőből kvalifikálta magát a döntőbe Witch Woods című dalával, ahol azonban már nem sikerült a legjobb négy közé kerülnie.
A 2024-es Melodi Grand Prix-n Kristiansen dalszerzőként vett részt a Woman Show című dalban, amelyet Mathilde SPZ, Chris Archer és Slam Dunk adtak elő.
2025 januárjában az RTÉ bejelentette, hogy az énekesnő résztvevője lesz a 2025-ös Eurosong eurovíziós nemzeti válogatónak. Laika Party című versenydalával megnyerte a február 7-én rendezett döntőt, ahol az ír és a nemzetközi zsűri, valamint közönség pontjai alakították ki a végeredményt, így ő képviselhette Írországot az Eurovíziós Dalfesztiválon. A dalfesztivál május 15-én rendezett második elődöntőjében a tizenharmadik helyen végzett, így nem jutott tovább a döntőbe.
Emmy az egyik dalszerzője volt a Citi Zēni Ramtai című dalának, amely a Supernova 2025 lett eurovíziós nemzeti döntőben a harmadik helyen végzett.

## Diszkográfia

### Kislemezek
- 2015: Aiaiaiai
- 2016: Bjørnar
- 2016: Frightened of Lightning
- 2018: Jeg ser at du har ringt
- 2019: The Little Boy
- 2019: Er det du som har tatt den?
- 2020: Gunnar
- 2020: If Only
- 2021: Witch Woods
- 2021: Collection
- 2021: Brilleskille (Ole Hartz-cal)
- 2021: Some Say
- 2022: Venus (Why Don’t We Run)
- 2022: Juliet
- 2022: Dear Sandman
- 2022: Dear Santa
- 2023: Just a Ghost
- 2023: DotA (J.O.X-szel)
- 2023: She
- 2023: Haunting You
- 2024: Vil ha dig (Unge Lama-val)
- 2024: Lose My Love
- 2024: Dancing Alone
- 2024: Om du var min (J.O.X-szel)
- 2024: Ain’t Nobody (Braaten-nel)
- 2024: The Hanging Tree (Braaheim-mel és Ilyaa-val)
- 2024: Boten Anna (J.O.X-szel és Hubbe-val)
- 2024: Behind Blue Eyes (Braaheim-mel és Ilyaa-val)
- 2024: Say You Love Me (Braaheim-mel és Ilyaa-val)
- 2024: Lie to Me
- 2024: Monster
- 2024: Left Outside Alone
- 2025: Mom Is Home (K-391-nal és Nick Strand-del)
- 2025: Laika Party